# Louis Caput
Louis Caput, nascido a 23 de janeiro de 192? em Saint-Maur-des-Fossés e falecido a 8 de fevereiro de 1985 em Paris, foi um ciclista francês.
Profissional de 1942 a 1957, foi Campeão da França em Estrada em 1946 e ganhou a Paris-Tours em 1948. Foi também diretor desportivo de 1966 a 1978 e co-dirigiu a equipa Frimatic-Viva-de Gribaldy com Jean de Gribaldy durante as temporadas 1968 e 1969.

## Palmarés
| - 1946 - Campeonato da França em Estrada - Boucles de Seine Saint-Denis - 1947 - 1.º do Prêmio de Guidon Agenais (com Kléber Piot) - 1948 - Paris-Tours - Paris-Limoges - 1949 - 1 etapa do Tour de France - 1952 - Bicicleta Eibarresa, mais 1 etapa | - 1953 - Tour de Picardie - 2 etapas da Volta a Marrocos - 1954 - 2 etapas da Volta a Marrocos - 1955 - Paris-Limoges - 1 etapa do Tour de France - 3.º no Campeonato da França em Estrada - 1956 - Tour de l'Oise et da Somme, mais 1 etapa - 2 etapas da Dauphiné Libéré |

## Resultados nas grandes voltas
| Corrida            | 1942 | 1943 | 1944 | 1945 | 1946 | 1947 | 1948 | 1949 | 1950 | 1951 | 1952 | 1953 | 1954 | 1955 | 1956 | 1957 |
| ------------------ | ---- | ---- | ---- | ---- | ---- | ---- | ---- | ---- | ---- | ---- | ---- | ---- | ---- | ---- | ---- | ---- |
| Giro d'Italia      | -    | -    | -    | -    | -    | -    | -    | -    | -    | -    | -    | -    | -    | 68.º | -    | -    |
| Tour de France     | -    | -    | -    | -    | -    | Ab.  | Ab.  | Ab.  | -    | 45.º | Ab.  | Ab.  | Ab.  | 54.º | 56.º | -    |
| Volta a Espanha    | -    | -    | -    | -    | -    | -    | -    | -    | -    | -    | -    | -    | -    | 55.º | -    | -    |
| Mundial em Estrada | -    | -    | -    | -    | -    | -    | -    | -    | -    | -    | -    | -    | -    | -    | -    | -    |